# Green Hill (Tennessee)
Green Hill – jednostka osadnicza w Stanach Zjednoczonych, w stanie Tennessee, w hrabstwie Wilson.